# Élections générales saskatchewanaises de 1986

L'élection générale saskatchewanaise de 1986 se déroule le 20 octobre 1986 afin d'élire les députés de l'Assemblée législative de la Saskatchewan. Il s'agit de la 21e élection générale en Saskatchewan depuis la création de cette province du Canada en 1905.

## Résultats
| Parti                                | Parti                      | Chef        | # de candidats | Sièges | Sièges | Sièges   | Voix    | Voix    | Voix    |
| Parti                                | Parti                      | Chef        | # de candidats | 1982   | Élus   | % Diff.  | #       | %       | % Diff. |
| ------------------------------------ | -------------------------- | ----------- | -------------- | ------ | ------ | -------- | ------- | ------- | ------- |
|                                      | Progressiste-conservateur  |             | 64             | 55     | 38     | -29,6 %  | 244 382 | 44,61 % | -9,46 % |
|                                      | Nouveau Parti démocratique |             | 64             | 9      | 25     | +212,5 % | 247 683 | 45,20 % | +7,56 % |
|                                      | Libéral                    |             | 64             | -      | 1      |          | 54 739  | 9,99 %  | +5,48 % |
|                                      | Western Canada Concept     |             | 9              | -      | -      | -        | 458     | 0,08 %  | -3,18 % |
|                                      | Indépendant                | Indépendant | 3              | -      | -      | -        | 358     | 0,07 %  | -0,23 % |
|                                      | Alliance                   |             | 6              | *      | -      | *        | 237     | 0,04 %  | *       |
|                                      | Communiste                 |             | 1              | -      | -      | -        | 73      | 0,01 %  | *       |
| Total                                | Total                      | Total       | 211            | 64     | 64     | -        | 547 930 | 100 %   |         |
| Source : (en) Elections Saskatchewan |                            |             |                |        |        |          |         |         |         |

 Note :
* N'a pas présenté de candidats lors de l'élection précédente.